# Paul Dowswell
Paul Dowswell is een Britse schrijver (1957) die zowel fictie als non-fictie geschreven heeft. Hij schrijft zowel voor volwassenen als voor jongvolwassenen en kinderen. Hij heeft meer dan 60 boeken geschreven, meestal met geschiedenis als onderwerp, maar ook over geografie, natuurhistorie en wetenschap.

## Achtergrond
Dowswell heeft meer dan 20 jaar in de journalistiek gewerkt. Hij werkt freelance na acht jaar bij Usborne Publishing. Daarvoor werkte hij bij Time–Life, BBC Books, Science Museum en 'the British Library Sound Archive'.

## Prijzen
- The Complete Book of the Microscope (met mede-auteur Kirsteen Rogers) won de 1999 Rhône-Poulenc Junior Prize for Science Books.
- Ausländer won de Hamelin Associazione Culturale Book Prize, The Portsmouth Book Award, The Essex Book Award, Calderdale Book of the Year, The Cheshire Schools Book Award.
- Sector 20 won de Historical Association Young Quills Award 2012.
- Eleven Eleven won de Historical Association Young Quills Award 2013.